# Isthmohyla calypsa
Espèce
Synonymes
- Hyla calypsa Lips, 1996

Statut de conservation UICN

 CR A2ace : 
En danger critique
Isthmohyla calypsa est une espèce d'amphibiens de la famille des Hylidae.

## Répartition
Cette espèce se rencontre au Costa Rica et au Panama entre 1 810 et 1 920 m d'altitude sur le cerro Pando dans la cordillère de Talamanca,.

## Publication originale
- Lips, 1996 : New Treefrog from the Cordillera de Talamanca of Central America with a Discussion of Systematic Relationships in the Hyla lancasteri Group. Copeia, vol. 1996, no 3, p. 615-626.